# Seznam prešovských eparchů a archeparchů

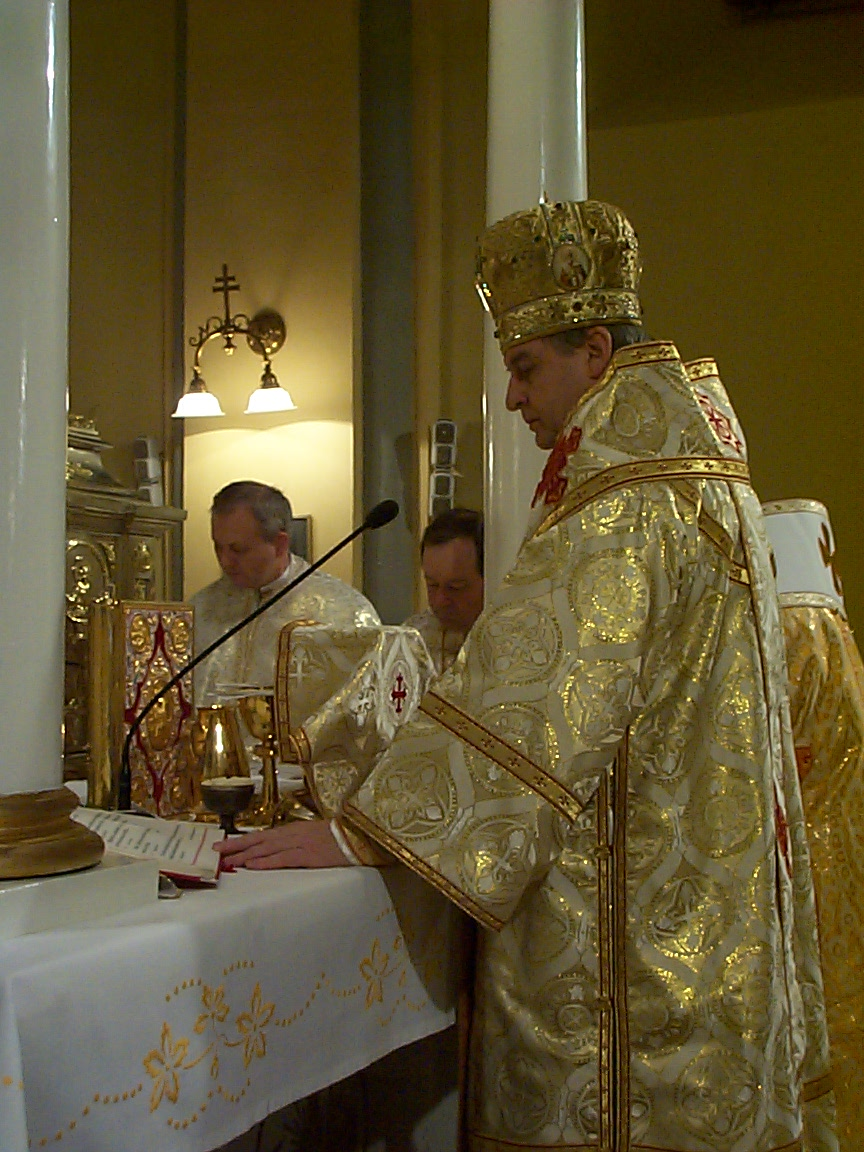
Ján Babjak jako eparcha prešovský při slavení božské liturgie ve své katedrále (únor 2003)

Archieparcha prešovský je řeckokatolický sídelní biskup spravující prešovskou archieparchii. Před prešovskými archieparchy na tomto území působili (nebo je spravovali) eparchové prešovští a ještě před nimi eparchové mukačevští.

## Prešovští eparchové (1818–2008)
1. Gregor Tarkovič (1818–1841)
2. Jozef Gaganec (1843–1875)
3. Mikuláš Tóth (1876–1882)
4. Ján Vályi (1882–1911)
Juraj Repássy (1911–1913, kanovník)
5. Štefan Novák (1913–1920)
Mikuláš Russnák (1918–1922, generální vikář)
Dionýz Nyáradi (1922–1927, administrátor a križevacký biskup)
bl. Pavel Peter Gojdič (1927–1940, apoštolský administrátor)
6. bl. Pavel Peter Gojdič (1940–1960, od 1950 vězněn, eparchie násilně zrušena, mučedník)
Ján Hirka (1969–1989, apoštolský ordinář)
7. Ján Hirka (1989–2002)
8. Ján Babjak (2002–2008)
Peter Rusnák (2022–2024, apoštolský administrátor)

## Prešovští archieparchové (od 2008)
1. Ján Babjak (2008-2022)
2. Jonáš Maxim (od 2024)

## Pomocní biskupové
- - pomocní biskupové prešovských eparchů a archieparchů
- bl. Vasiľ Hopko (1947–1976, 1950–1964 vězněn)
- Milan Chautur (1992–1997, pak apoštolský exarcha košický)
- Milan Lach (2013-2017), pak spravoval eparchii parmskou (v USA), nejprve jako apoštolský administrátor, později jako sídelní biskup, nyní pomocný biskup bratislavský